# Schrankia daviesi
Schrankia daviesi är en fjärilsart som beskrevs av Holloway 1977. Schrankia daviesi ingår i släktet Schrankia och familjen nattflyn. Inga underarter finns listade.